# Takehide Nakatani
Takehide Nakatani (født 9. juli 1941) er en pensioneret japansk judoka. Han vandt den allerførste guldmedalje nogensinde i Judo under Sommer-OL som den japanske konkurrent i vægtklassen -68 kg i 1964 i Tokyo.
Ved VM i judo 1967 i Salt Lake City fik han en bronzemedalje.